# Сперанский, Евгений Вениаминович
Евге́ний Вениами́нович Спера́нский (9 (22) июля 1903, Москва — 1999, там же) — русский советский актёр, режиссёр и драматург театра кукол, Народный артист РСФСР (1966). Награждён Орденом Трудового Красного Знамени.

## Биография
Евгений Вениаминович Сперанский начал свою карьеру в качестве научно-технического сотрудника библиотеки Исторического музея. В 1925—31 работал в Театре кукол при Центральном доме художественного воспитания детей. С 1931 актёр Государственного центрального театра кукол (один из его основателей). В этот театр Евгений Вениаминович попал благодаря театроведу Леноре Густавовне Шпет, которая в 1931 году предложила артисту Московского Художественного театра 2-го Сергею Владимировичу Образцову возглавить организуемый театра кукол. Образцов принял предложение. Вместе с первым директором Сергеем Сергеевичем Шошиным они приступили к формированию труппы. Приглашение получили несколько актёров, в том числе и Сперанский. В этом театре он и работал всю жизнь с такими известными личностями, как Семен Самодур (актёр и режиссёр), Ева Синельникова (актриса), Борис Тузлуков (художник) и, безусловно, с самим Сергеем Образцовым.
Скончался в 1999 году. Похоронен на Шуколовском кладбище (деревня Шуколово, входит в состав Дмитровского городского округа.

### Семья
Жена — Наталья Павловна Александрова (музыкант).

## Творчество
Евгений Вениаминович Сперанский исполнил роли Аладдина и Мудрейшего в спектакле «Волшебная лампа Аладдина» Гернет, Дьявола в спектакле «Ноев ковчег» Штока, Кота в спектакле «Кот в сапогах» Владычиной, Фадинара в спектакле «Соломенная шляпка» Эрдмана по Э. Лабишу, Конька в спектакле «Конек-Горбунок» Курдюмова по П. П. Ершову, Конферансье в спектакле «Необыкновенный концерт» (его Сперанский играл на французском, немецком, итальянском и английском языках), Петра Томилина в спектакле «Дело о разводе» и других постановках. Евгений Сперанский написал пьесы «Поросенок в ванне» в 1932 году, «Краса ненаглядная» в 1943 году, «Дело о разводе» в 1954 году, «Гасан — искатель счастья» в 1957 году, «Необыкновенное состязание» в 1956 году, «Под шорох твоих ресниц» в 1949 году, «И-го-го» в 1964 году, «Солдат и ведьма» (по Андерсену) и другие произведения. Им были сделаны инсценировки «Каштанка» по Чехову в 1935 году, «Ночь перед рождеством» по Гоголю в 1941 году, «Король-Олень» — сценическая редакция по Гоцци в 1943 году. Сперанский поставил спектакли «Кот в сапогах» в 1937 году, «Любит — не любит» Полякова в 1952 году, «Буратино» Борисовой в 1953 году и другие спектакли. Сперанский придумал термин «фаза пассивного созерцания». Так он определял период, когда актёр ещё окончательно не выяснил, на что способна кукла, и рекомендует не насиловать природу маленького, беззащитного «существа», а внимательно приглядеться к своему новому товарищу, чтобы лучше изучить его возможности. Советский актёр театра и кино Зиновий Гердт отозвался о творчестве Сперанского так :
Всё живо... И несусветное вранье, и бессовестная клевета, и остервенелость властолюбцев, готовых глотку друг другу вырвать ради моего, оказывается, блага, – все это было бы непереносимо, если бы – с Божьей помощью – я не отринул от себя всю эту шелуху и не притулился на склоне лет к душе необыкновенной, целую долгую жизнь занятой одной лишь заботой: добыванием Художественного. Встречи с ним от раза к разу становятся для меня все более существенными и – представьте!.. – делают все вокруг не таким уж безысходным, и даже кажется, что всё ещё обойдется, что Россия жива и её не извратить ни люмпену, ни академику.

## Награды и звания
- Кавалер Ордена Трудового Красного Знамени
- Заслуженный артист РСФСР (1955)
- Народный артист РСФСР (1966).